# Vương quốc Đông Ninh
Vương quốc Đông Ninh (giản thể: 东宁王国; phồn thể: 東寧王國; bính âm: Dōngníng Wángguó) hay Minh-Trịnh là nhà nước họ Trịnh của người Hán thuộc Trung Quốc, nhân danh nhà Minh cai trị một vùng tại Đài Loan từ năm 1661 đến 1683. Đây là nhà nước do Trịnh Thành Công lập ra sau khi phần lớn nước Đại Minh tại Đại lục đã bị nhà Thanh của người Mãn Châu thay thế hẳn; Trịnh Thành Công hy vọng có thể sử dụng hòn đảo làm căn cứ cho các hoạt động quân sự nhằm tái chiếm Đại lục từ triều Mãn Thanh để khôi phục nhà Minh tại Trung Quốc Đại lục nhưng đến năm 1683 thì nhà nước Minh-Trịnh ở Đài Loan buộc phải đầu hàng Mãn Thanh.

## Quốc hiệu
Vương quốc Đông Ninh cũng được gọi là Vương triều họ Trịnh (鄭氏王朝, Trịnh thị vương triều), Vương quốc họ Trịnh (鄭氏王國, Trịnh thị vương quốc) hay Vương quốc Diên Bình (延平王國, Diên Bình vương quốc). Trịnh Thành Công gọi Thủ phủ phía đảo Đài Loan là Đông Đô (東都).Tại phương Tây,chính quyền Đài Nam này cũng được gọi là Vương quốc Đài Loan, và thời kỳ trị vì của họ Trịnh cũng đôi khi được gọi là triều đại Quốc Tính Gia.

## Lịch sử

### Chiếm Đài Loan và lập quốc
Sau khi thay thế nhà Minh của người Hán, nhà Thanh của người Mãn ra lệnh cho một số triều thần và tướng quân cấp cao của nhà Minh tại vùng Hoa Nam trước đây phải ngừng đối kháng. Trịnh Chi Long, một đô đốc của nhà Minh và là cha của Trịnh Thành Công, đã chấp thuận làm theo lệnh của nhà Thanh, song sau đó đã bị bắt và bị giết vì tội không trao lại quyền kiểm soát đội quân của mình cho triều đình nhà Thanh. Sau khi hay tin, Trịnh Thành Công đã tự tuyên bố đảm đương vị trí của cha và kiểm soát đội quân còn lại nhằm tái lập quyền kiểm soát của nhà Minh tại cả Trung Quốc(Đại lục). Lúc này hầu hết đại lục Trung Hoa đã nằm dưới quyền kiểm soát của triều đình nhà Thanh, Trịnh Thành Công đã được một người tên Hà Bân (何斌), từng làm việc cho Công ty Đông Ấn Hà Lan, dâng một số mưu kế, sách lược thu phục Đài Loan (là vùng cho là có vị trí chiến lược). Được Hà Bân đưa cho bản địa đồ Đài Loan, Trịnh Thành Công đã dẫn đội quân nhà Minh của mình, gồm khoảng 400 tàu với 25.000 lính đánh chiếm Bành Hồ để dùng làm điểm tựa chiến lược cho việc tiến đánh Đài Loan, hòn đảo lúc đo do thực dân Hà Lan kiểm soát.

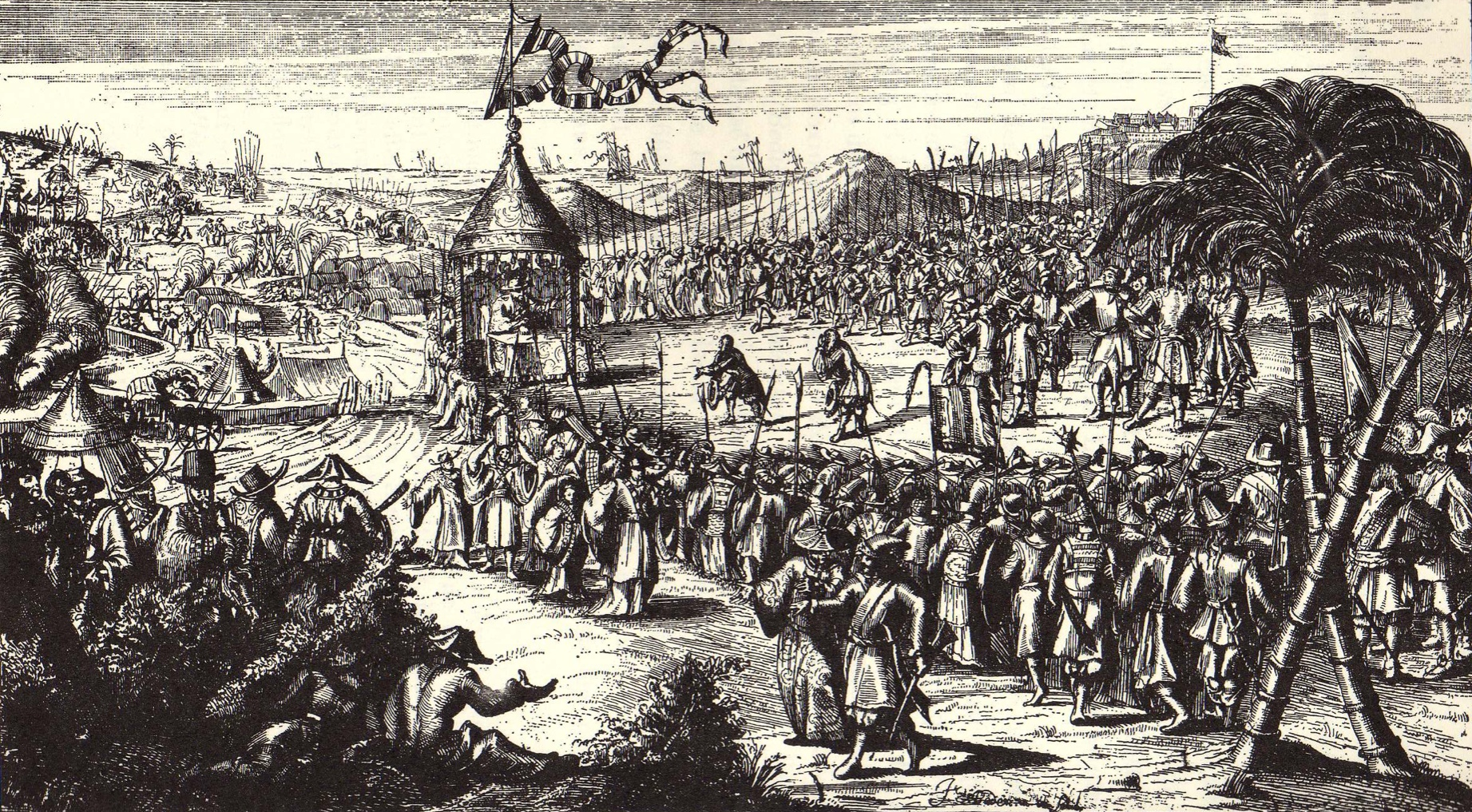
Trịnh Thành Công tiếp nhận đầu hàng của quân Hà Lan vào ngày 1 tháng 2 năm 1662

Năm 1661, Trịnh Thành Công đã đổ bộ lên Lộc Nhĩ môn (鹿耳門), Đài Loan. Tại trong vòng ít hơn một năm, ông đã chiếm được pháo đài Provintia (Xích Khảm lâu) và bao vây Pháo đài Zeelandia; không có viện binh đến trợ giúp, Frederick Coyett, Tổng đốc Hà Lan đã thương lượng một hiệp ước, mà theo đó quân Hà Lan tại pháo đài sẽ đầu hàng và để lại tất cả hàng hóa và của cải của Công ty Đông Ấn Hà Lan. Đổi lại, toàn bộ sĩ quan, binh lính và dân thường Hà Lan sẽ được phép đem theo các đồ dùng và nhu yếu phẩm cá nhân đến Batavia (nay là Jakarta, Indonesia), kết thúc 38 năm cầm quyền của thực dân Hà Lan tại Đài Loan. Nhận thấy sự phát triển lực lượng của mình tại Đài Loan chưa đủ để có thể lật đổ được nhà Thanh trong ngắn hạn, Trịnh Thành Công tạm thời tập trung phát triển Đài Loan. Ông thay thế hệ thống chính quyền của Hà Lan trước đây tại Đài Loan bằng hệ thống cai quản theo kiểu của nhà Minh, và là chính quyền của người Hán đầu tiên tại Đài Loan. Hệ thống này gồm có lục bộ: Lại bộ, Hộ bộ, Lễ bộ, Binh bộ, Hình bộ, Công bộ. Ông chú ý rất lớn đến những việc thể hiện tính hợp pháp của nhà Minh, ví dụ như việc sử dụng các thuật ngữ quan thay vì bộ, do "bộ" chỉ triều đình trung ương mới được phép dùng. Đảo Đài Loan (tên thời Hà Lan là Formosa) được Trịnh Thành Công đổi tên thành Đông Đô, tên gọi này sau đó được con trai ông, Trịnh Kinh, đổi thành Đông Ninh.

### Phát triển

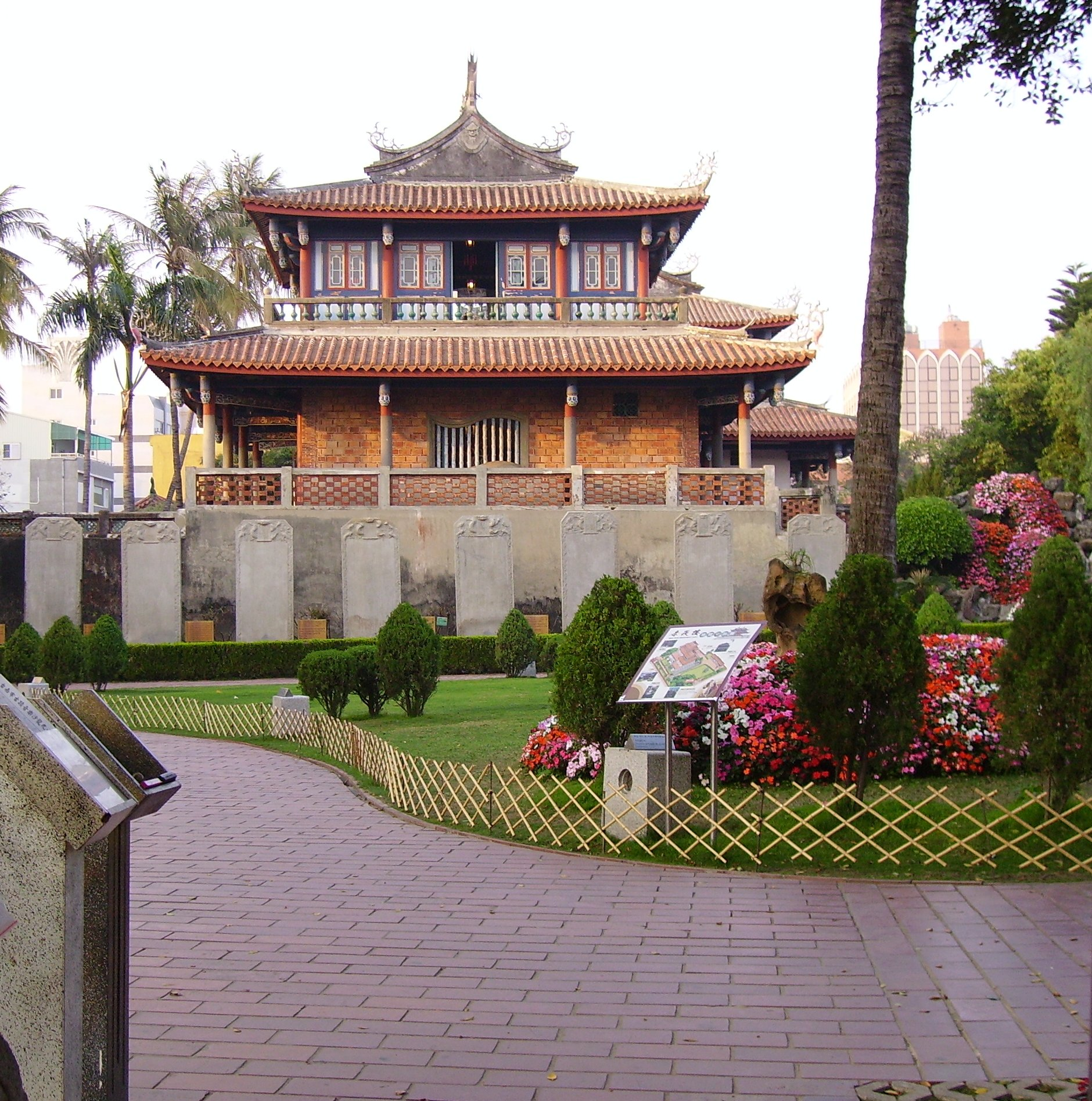
Xích Khảm lâu, phủ của Trịnh Thành Công sau khi đoạt lấy từ tay người Hà Lan

Vấn đề cấp bách nhất mà Trịnh Thành Công gặp phải sau khi chinh phục thành công Đài Loan là thiếu hụt lương thực nghiêm trọng. Người ta ước tính rằng trước cuộc xâm chiếm của Trịnh Thành Công, dân số Đài Loan không lớn hơn 100.000 người, trong khi đó vào lúc đầu, đội quân của Trịnh Thành Công cùng với gia đình và tùy tùng định cư tại Đài Loan được ước tính tối thiểu là 30.000 người. Để giải quyết vấn đề này, Trịnh Thành Công đã thi hành một chính sách mà theo đó các binh sĩ sẽ phải thực hiện vai trò kép và trở thành các nông dân khi không được giao nhiệm vụ. Chính sách nhằm phát triển Đài Loan thành một hòn đảo tự cung tự cấp, và một loạt các chính sách tô điền đã được lập ra để khuyến khích mở rộng và canh tác các vùng đất đai màu mỡ để tăng lượng lương thực. Những vùng đất do người Hà Lan nắm giữ trước đó ngay lập tức được thu hồi và quyền sở hữu được giao cho các thân tín và họ hàng của Trịnh Thành Công để cho các nông dân thuê lại, cùng với phát triển các vùng đất trồng trọt khác ở phía nam và cải tạo, khai hoang, trồng trọt. Các vùng đất của người nguyên trú ở phía Đông cũng được nhắm tới. Để tiếp tục khuyến khích mở rộng những vùng đất canh tác mới, một chính sách khác nhau về tô thuế đã được thực hiện mà theo đó đất đai màu mỡ mới được khai hoang sẽ có thuế thấp hơn vùng đất thu được từ người Hà Lan trước đó.
Sau khi Trịnh Thành Công qua đời vào năm 1662 (hưởng dương 39 tuổi) do bị bệnh sốt rét, con trai Trịnh Kinh kế vị làm người đứng đầu chính quyền họ Trịnh tại Đài Loan, ông dẫn theo 7.000 lính trung thành với nhà Minh còn lại ở đại lục đến đảo. Khác với Trịnh Thành Công, có vẻ như Trịnh Kinh cố hòa giải với nhà Thanh để Đông Ninh được trở thành một nhà nước tự trị, song việc đã không thành vì Trịnh Kinh không chịu cắt tóc cạo đầu theo phong tục của người Mãn để thể hiện quy phục và từ chối cống nạp bạc và binh lính. Nhằm đáp lại các cuộc tấn công của Trịnh Kinh và khiến cho quân họ Trịnh chết đói tại Đài Loan, triều đình nhà Thanh đã ra chiếu chỉ di chuyển toàn bộ các đô thị và cảng ở miền nam là mục tiêu của các chiến hạm họ Trịnh (quân họ Trịnh thường đoạt lấy tài vật từ các cuộc tấn công này). Tuy vậy, quyết định này của nhà Thanh phần lớn đã phản tác dụng và từ năm 1662-1664, sáu làn sóng nhập cư đã xuất hiện từ các khu vực này đến Đài Loan do họ gặp phải những khó khăn nghiêm trọng phát sinh từ chính sách tái định cư. Trong một động thái để tận dụng sai lầm này của nhà Thanh, Trịnh Kinh đã thúc đẩy việc nhập cư đến Đài Loan bằng cách hứa hẹn cơ hội về đặc quyền và quyền sở hữu tại các vùng đất canh tác phía đông và đổi lại tất cả nam giới phải có nghĩa vụ quân sự trong trường hợp nhà Thanh dẫn quân xâm lược đảo. Nhiều quan lại nhà Minh trước đây, tổng cộng có khoảng 1.000 sĩ phu cũng chuyển đến Đài Loan nhằm chạy trốn sự đàn áp của nhà Thanh.
Trịnh Kinh cũng phong chức cho giảng sư trước đây của mình, Trần Vĩnh Hoa (陳永華), và giao phó cho người này hầu hết các công việc của chính quyền. Điều này đã giúp thiết lập nhiều chính sách phát triển quan trọng tại hòn đảo Đài Loan trong các lĩnh vực giáo dục, nông nghiệp, thương mại, công nghiệp và tiền tệ. Đảo Đài Loan nhanh chóng chứng kiến sự thành lập của các học đường Hán ngữ cho cả người Hán và người nguyên trú và một nỗ lực nhằm phá bỏ các truyền thống tôn giáo, ngôn ngữ và văn hóa của người Hà Lan và người nguyên trú, thúc đẩy quyền bá chủ văn hóa-xã hội Hán cùng với việc mở rộng hơn nữa các đô thị và đất trồng trọt về phía nam và phía đông. Chính quyền cuối cùng đã đóng cửa tất cả các trường học và nhà thờ của người châu Âu (cũng có nghĩa là của Ki-tô giáo) tại Đài Loan, cho mở các đền thờ Khổng Tử và tổ chức các kỳ thi khoa cử cũng như thiết lập hệ thống giáo dục Nho giáo. Trần Vĩnh Hoa đã tăng thêm uy tín với việc đưa vào các phương thức sản xuất nông nghiệp mới, như trữ nước để sử dụng trong mùa khô hàng năm và cân nhắc việc đưa mía thành cây trồng mang tính kinh tế để giao thương với người châu Âu, thêm vào đó là các máy móc để sản xuất đường hàng loạt. Trần Vĩnh Hoa cũng cho sản xuất muối tinh hàng loạt bằng việc cho nước biển bốc hơi, tạo ra muối có chất lượng cao hơn nhiều so với việc khai thác từ các mỏ đá muối khá hiếm tại Đài Loan. Người Hà Lan trước đó đã duy trì độc quyền thương mại đối với một số hàng hóa với các dân tộc nguyên trú trên khắp Đài Loan, và việc độc quyền thương mại này không những được duy trì dưới thời chính quyền họ Trịnh, mà còn trở thành một hệ thống hạn ngạch cống nạp đối với các dân tộc nguyên trú để cung cấp cho giao thương quốc tế. Thương mại với Anh Quốc xuất hiện từ năm 1670 cho đến khi chính quyền họ Trịnh chấm dứt tồn tại, mặc dù việc này bị hạn chế vì nhà họ Trịnh giữ độc quyền về đường và da hươu, và cũng do người Anh không có hàng hóa gì phù hợp với nhu cầu tại Đông Á để trao đổi lại. Bên cạnh người Anh, chính quyền họ Trịnh chủ yếu có quan hệ thương mại với người Nhật và người Hà Lan, song cũng có bằng chứng về hoạt động thương mại với các nước khác ở châu Á.

### Diệt vong
Sau khi Trịnh Kinh qua đời vào năm 1681, Phùng Tích Phạm cùng các em của Trịnh Kinh phát động chính biến, giết chết con trưởng của Trịnh Kinh là Trịnh Khắc Tang, lập Trịnh Khắc Sảng lúc bấy giờ mới gần 12 tuổi làm Diên Bình quận vương. Nắm bắt lấy thời cơ khi chính quyền họ Trịnh có mâu thuẫn nội bộ, nhà Thanh phái hải quân do Thi Lang dẫn đầu vượt biển tiến đánh Đài Loan, tiêu diệt hạm đội của quân Trịnh tại quần đảo Bành Hồ. Năm 1683, sau hải chiến Bành Hồ, quân Thanh đổ bộ lên đảo Đài Loan, Trịnh Khắc Sảng đầu hàng, và vương quốc của ông được hợp nhất vào Đại Thanh với vị thế là một bộ phận của tỉnh Phúc Kiến,hai thập niên cai trị của tàn dư nhà Minh cuối cùng đã chính thức kết thúc ở đảo Đài Loan.

## Danh sách các vị vương
| No. | Hình ảnh | Tên (Sinh–Mất) | Danh hiệu                                         | Tại vị (Âm lịch)                              | Tại vị (Âm lịch)                              |
| --- | -------- | --- | ------------------------------------------------- | --------------------------------------------- | --------------------------------------------- |
| 1   |          | Quốc Tính Gia (Trịnh Thành Công) 鄭成功 Zhèng Chénggōng (tiếng Quan thoại) Tēⁿ Sêng-kong (tiếng Phúc Kiến) Chhang Sṳ̀n-kûng (tiếng Khách Gia) (1624–1662) | Diên Bình vương (延平王) Triều Vũ vương (潮武王)  | 14 tháng 6 năm 1661 Vĩnh Lịch 15-5-18         | 23 tháng 6 năm 1662 Năm Vĩnh Lịch thứ 16-5-8  |
| 2   |          | Trịnh Tập 鄭襲 Zhèng Xí (tiếng Quan thoại) Tēⁿ Si̍p (tiếng Phúc Kiến) Chhang Si̍p (tiếng Khách Gia) (1625–?)                                               | Hộ lý (護理)                                      | 23 tháng 6 năm 1662 Năm Vĩnh Lịch thứ 16-5-8  | Tháng 11 năm 1662 Năm Vĩnh Lịch thứ 17        |
| 3   |          | Trịnh Kinh 鄭經 Zhèng Jīng (tiếng Quan thoại) Tēⁿ Keng (tiếng Phúc Kiến) Chhang Kîn (tiếng Khách Gia) (1642–1681)                                        | Diên Bình Vương (延平王) Triều Văn vương (潮文王) | Tháng 11 năm 1662 Năm Vĩnh Lịch thứ 17        | 17 tháng 3 năm 1681 Năm Vĩnh Lịch thứ 35-1-28 |
| 4   |          | Trịnh Khắc Tang 鄭克𡒉 Zhèng Kèzāng (tiếng Quan thoại) Tēⁿ Khek-chong (tiếng Phúc Kiến) Chhang Khiet-chong (tiếng Khách Gia) (1662–1681)                 | Giám quốc (監國)                                  | 17 tháng 3 năm 1681 Năm Vĩnh Lịch thứ 35-1-28 | 19 tháng 3 năm 1681 Năm Vĩnh Lịch thứ 35-1-30 |
| 5   |          | Trịnh Khắc Sảng 鄭克塽 Zhèng Kèshuǎng (tiếng Quan thoại) Tēⁿ Khek-sóng (tiếng Phúc Kiến) Chhang Khiet-sóng (tiếng Khách Gia) (1670–1707)                 | Diên Bình vương (延平王) Hải Chừng công (海澄公)  | 19 tháng 3 năm 1681 Năm Vĩnh Lịch thứ 35-1-30 | 5 tháng 9 năm 1683 Năm Vĩnh Lịch thứ 37-8-13  |